# الشوکتلیه
الشوکتلیه یک منطقهٔ مسکونی در سوریه است که در منطقه قطنا واقع شده‌است. الشوکتلیه ۷۷۵ نفر جمعیت دارد.